# رئیس اقلیم کردستان عراق
رئیس اقلیم کردستان عراق، بالاترین مقام در اقلیم کردستان، منطقه خودمختار در شمال عراق است. آنها بخشی از شورای ریاست کردستان هستند. رئیس فعلی اقلیم کردستان نچیروان ادریس بارزانی است که در ۱۰ ژوئن ۲۰۱۹ به قدرت رسید.